# 千田軍之助

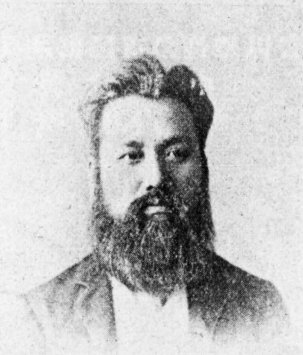
千田軍之助

千田 軍之助（せんだ ぐんのすけ、安政3年2月11日（1856年3月17日） – 大正3年（1914年）3月2日）は、衆議院議員（自由党→憲政党→立憲政友会）、ジャーナリスト。

## 経歴
紀伊国那賀郡南志野村（現在の和歌山県紀の川市）の郷士の家に生まれた。1874年（明治7年）、副戸長となり、第三大区第二小区会議所に勤務した。1876年（明治9年）、地租改正にあたって県令神山郡廉に地価の不当を訴えたが、容れられなかったため副戸長を辞した。その後、児玉庄右衛門（児玉仲児の父）らとともに自由民権運動を展開したため、投獄された。これに対し数百の民衆が彼らを奪還しようと蜂起したため、神山は大阪鎮台に出兵を乞う事態となった（粉河騒動）。この際に取調べ時の態度に感じ入った神山は、千田を釈放した翌日に県の学務課長に抜擢した。1878年（明治11年）に辞職したが、1884年（明治17年）に官房主事として起用された。1886年（明治19年）に官を辞して、同志会という政社を結成し、後には板垣退助の自由党に参加した。この頃、陸奥宗光が欧化主義を唱えると、和歌山に「紀陽新聞」を発刊して主筆として反対の論陣を張った。
1894年（明治27年）、第3回衆議院議員総選挙に出馬し、当選。通算で4期務めた。その間、1899年（明治32年）に政府が地租を2.5％から4％に引き上げる増税案を提出すると反対派の中心となり、引き揚げ幅を3.3％に抑えさせた。また1909年（明治42年）に政府が非常特別税の恒久化を図ると、民力休養を唱えて反対し、税率を5.5％から4.7％に引き下げさせた。また穀物輸入税率案を提出して農業保護を図った。